# Zeleni Koșarî, Pervomaisk
Zeleni Koșarî (în ucraineană Зелені Кошари) este un sat în comuna Stepkivka din raionul Pervomaisk, regiunea Mîkolaiiv, Ucraina.

## Demografie
Componența lingvistică a localității Zeleni Koșarî
     Ucraineană (97,31%)
     Rusă (2,26%)
     Alte limbi (0,28%)
Conform recensământului din 2001, majoritatea populației localității Zeleni Koșarî era vorbitoare de ucraineană (97,31%), existând în minoritate și vorbitori de rusă (2,26%).